# Középeurópai Lloyd
Középeurópai Lloyd, Mitteleuropäischer Lloyd – kétnyelvű közgazdasági hetilap Temesvárt a Kereskedelmi és Iparkamara kiadásában. 1924-ben indult Bach Gyula és Endre Károly szerkesztésében (aki itt Engel-Endre Károly névvel szerepel). A vállalkozókat és a kereskedőket érintő törvényeket és rendeleteket közölte, s szakcikkeket jelentetett meg többek közt Gitta Béla, Hajdu Frigyes, Kabos Ármin, Légrády István, Lendvai Jenő, Tóth Sándor, Uhlyárik Béla, Veterányi Viktor tollából. Később beolvadt a hasonló nevű budapesti lapba, amely külön bánsági oldalt adott ki Engel-Endre Károly szerkesztésében.